# 假面骑士 THE NEXT
假面骑士 THE NEXT是《假面骑士系列》於2007年推出的特攝英雄電影，《假面骑士 THE FIRST》的续作，延续前作写实的风格。

## 剧情介绍
| 中文名：   | 假面骑士 THE NEXT | 日文原名： | 仮面ライダー THE NEXT |
| 地区：     | 日本              | 制作公司   | 东映                  |
| 上映时间： | 2007年秋          | 片长：     | 104 Min               |

## 人物介绍

### 本乡 猛
黄川田将也 饰 香港配音：鄧肇基（接替第一部的羅偉傑）

假面骑士1号，已经大学毕业的本乡就职于城南大学附属高中，當一名化學科老师。经常被学生欺负。

### 一文字隼人
高野八誠 饰：（曾出演《假面骑士龙骑》中假面骑士海鰩 手塚海之）香港配音：李家傑

假面骑士2号，在加长版中，隼人因无法得到血液替换而死去。

### 风见志郎
加藤和树 饰：（曾出演《假面骑士KABUTO》中假面骑士雷霆王 风间大介）香港配音：蔡忠衛

年轻有为的风见是IT企业Exa-stream的社长，有着幸福的家庭，被剪刀手美洲虎在其公司投放了納米机器人成功改造成蜻蜓怪人；最后在得知妹妹死去的真相后，决心对抗修卡。成为假面骑士V3。

### 菊间琴美
石田未來 饰：（曾出演《劇場版 假面騎士劍 MISSING ACE》 栗原天音）

本乡的学生，同时也是风见千春的好朋友。

### 风见千春
森 绘梨佳 饰：（曾出演《假面骑士响鬼》 持田瞳）

风见志郎的妹妹，偶像明星Chiharu，再去哥哥的公司时不幸感染修卡的纳米机器人，却又遭同事的推搡而触电，造成体内纳米机器人暴走变成怪物，最后被假面骑士V3亲手消灭。

## 假面骑士

### 假面骑士1号
| 身高：     | 187 cm      | 体重：   | 74 kg   |
| 行动速度： | 100 m / 5 s | 跳跃力： | 15.30 m |
| 拳力：     | 3 t         | 腿力：   | 10 t    |
| 骑士踢:    | 30 t        |          |         |

本鄉猛借由穿著蝗蟲能力的特殊强化服變身而成，擁有夜視能力，强化服能反彈子彈射擊，並具有蝗蟲可怕的彈跳力。本作的假面騎士1號造型設計原型為假面骑士1號（櫻島版）

### 假面骑士2号
| 身高：     | 182 cm        | 体重：   | 71 kg |
| 行动速度： | 100 m / 5.2 s | 跳跃力： | 15 m  |
| 拳力：     | 3t            | 腿力：   | 10 t  |
| 骑士踢:    | 30 t          |          |       |

由一文字隼人穿着蝗虫能力的特殊强化服变身而成，能力与假面骑士1号相同。

### 假面骑士V3
| 身高：     | 190 cm      | 体重：   | 78 kg |
| 行动速度： | 100 m / 4 s | 跳跃力： | 18 m  |
| 拳力：     | 4 t         | 腿力：   | 12 t  |
| V3踢:      | 35 t        |          |       |

能力凌驾于假面骑士1号·2号之上。腰带上写着[Version 3]。穿着蜻蜓能力的特殊强化服变身，強化服能反彈子彈射擊。左侧腰间有着微型V3卫星。

## 登场怪人

### 剪刀手美洲虎
| 身高： | 174 cm | 体重： | 69 kg |

听从修卡大首领的命令，负责散布实验体的指挥任务。两手有巨大锋利的刀刃，连墙壁也可像纸一样切开。

### 电锯蜥蜴
| 身高： | 168 cm | 体重： | 58 kg |

原本是风见志郎的女秘书，同时被改造成怪人，和撒旦幫騎士一起行動，負責抹殺背叛撒旦幫的改造人。

### 修卡骑士
| 身高：     | 175～190 cm | 体重：   | 65～80 kg |
| 行动速度： | 100 m / 5 s | 跳跃力： | 15 m      |
| 拳力：     | 3 t         | 腿力：   | 10 t      |

修卡的尖兵，担任假面骑士1号和2号的抹杀任务。

### 修卡戰鬥員
ショッカー(shocker)，本作中的反派雜魚角色，卻因為搞笑的長相而推出不少惡搞的週邊商品，如修卡戰鬥員疊疊樂等等。

## 主题曲
片尾曲
Chosen Soldier
- 作词：ISSA
- 作曲：Daisuke "D.I" Imai
- 编曲：Daisuke "D.I" Imai
- 演唱：ISSA

插曲
Platinum Smile
- 作詞：小坂りゆ
- 作曲：LOVE+HATE
- 编曲：LOVE+HATE
- 演唱：小坂りゆ

## 外部連結
- 官方網站 （页面存档备份，存于）